# Oscinisoma catharinensis
Oscinisoma catharinensis är en tvåvingeart som först beskrevs av Günther Enderlein 1911.  Oscinisoma catharinensis ingår i släktet Oscinisoma och familjen fritflugor. Inga underarter finns listade i Catalogue of Life.